# Schute (Hut)

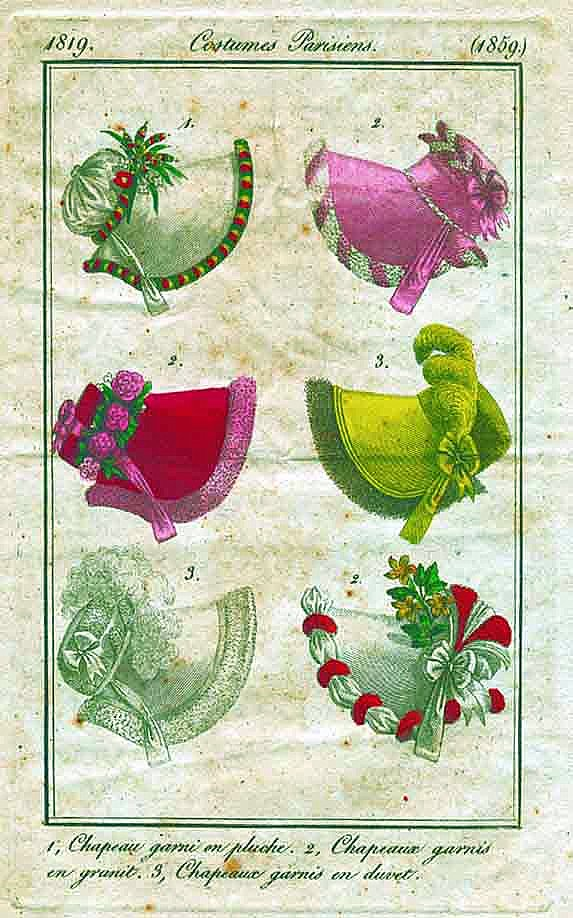
Das „Modekupfer“ aus dem Jahre 1819 zeigt Schuten, die nach der neuesten französischen Mode garniert sind.

Die Schute (genannt auch Biedermeierhut, Kiepenhut und Kapotte) ist eine genähte hutartige Haube, die sich um 1800 aus der älteren Rokokohaube entwickelte und bis Mitte des 19. Jahrhunderts in modischen Abwandlungen getragen wurde. 

## Beschreibung
Die Schute bestand aus einem hohen Kopf (für den üblichen Haarknoten) mit gesteifter, vorn breiter, zum Nacken hin meist schmaler werdender Krempe, die das Gesicht umrahmte. Ihre breiten Bänder wurden unter dem Kinn zu einer Schleife gebunden. Die Schute war, je nach Gebrauchbedarf und Jahreszeit, aus geflochtenem Stroh oder aus Stoff gefertigt. Die Stoffe waren über ein darunter liegendes Drahtgestell gespannt. Sie wurden mit unterschiedlichsten Materialien wie Tüll, Gaze, mit Blumen, Federn, Früchten und großen Bändern geschmückt. Exemplare für den Winter waren gepolstert oder wattiert.   
Mit dem vom Kopf in den Nacken rutschenden Haarknoten wurde die Haube mit der Zeit flacher, und auch die Krempe verkleinerte sich. In den späten 1840ern wurden Hüte mit runder Krempe modern. Die 1853 aufkommenden Hutnadeln machten die großen Bindebänder unnötig. Gegen 1856 wichen die Schuten wegen der Änderung der Frisurenmode einem runden Hut, der anfangs noch mit einer großen Krempe ausgestattet war. Am Ende bestand der hintere Teil des Hutes nur noch aus einem mit einer Schnur zusammengezogenen Stück Stoff. Um 1860 kam die Schute schließlich endgültig aus der Mode.

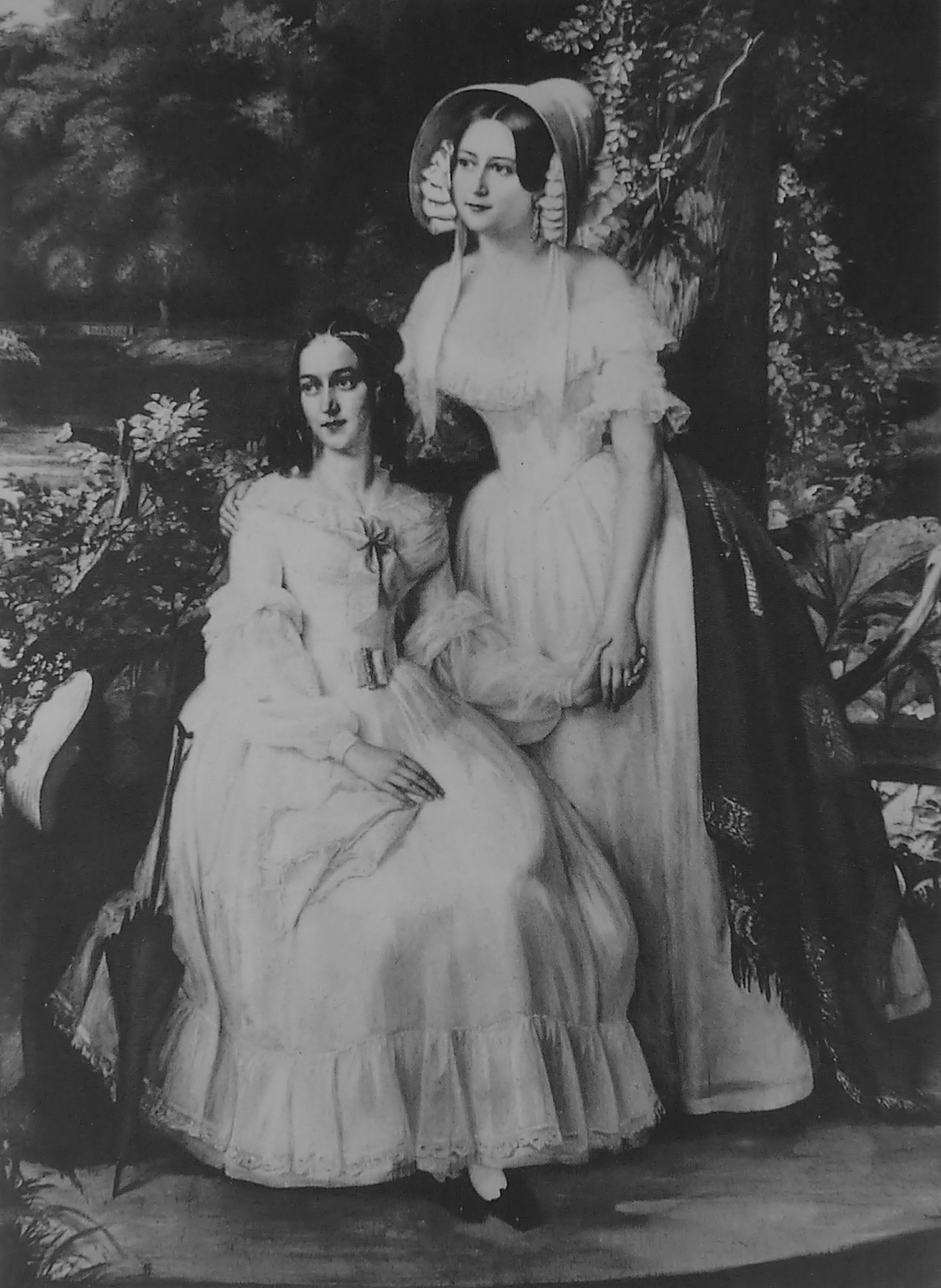
Pauline und Eveline Schoppe; Julius Schoppe, 1838